# Euphthiracarus nasalis
Euphthiracarus nasalis är en kvalsterart som beskrevs av Wojciech Niedbała 2004. Euphthiracarus nasalis ingår i släktet Euphthiracarus och familjen Euphthiracaridae. Inga underarter finns listade i Catalogue of Life.